# Hermann Ottomar Herzog
Hermann Ottomar Herzog (16 de noviembre de 1832 - 6 de febrero de 1932) fue un pintor y artista germano-estadounidense del siglo XIX y principios del XX, conocido principalmente por su pintura paisajística. Se le asocia con la Escuela pictórica de Düsseldorf y la Escuela del río Hudson. Casi siempre firmaba sus obras como "H. Herzog"; como consecuencia de ello y de la americanización de la grafía "Herman", su nombre de pila aparece en diversas fuentes como "Herman" y "Hermann".

## Vida y obra

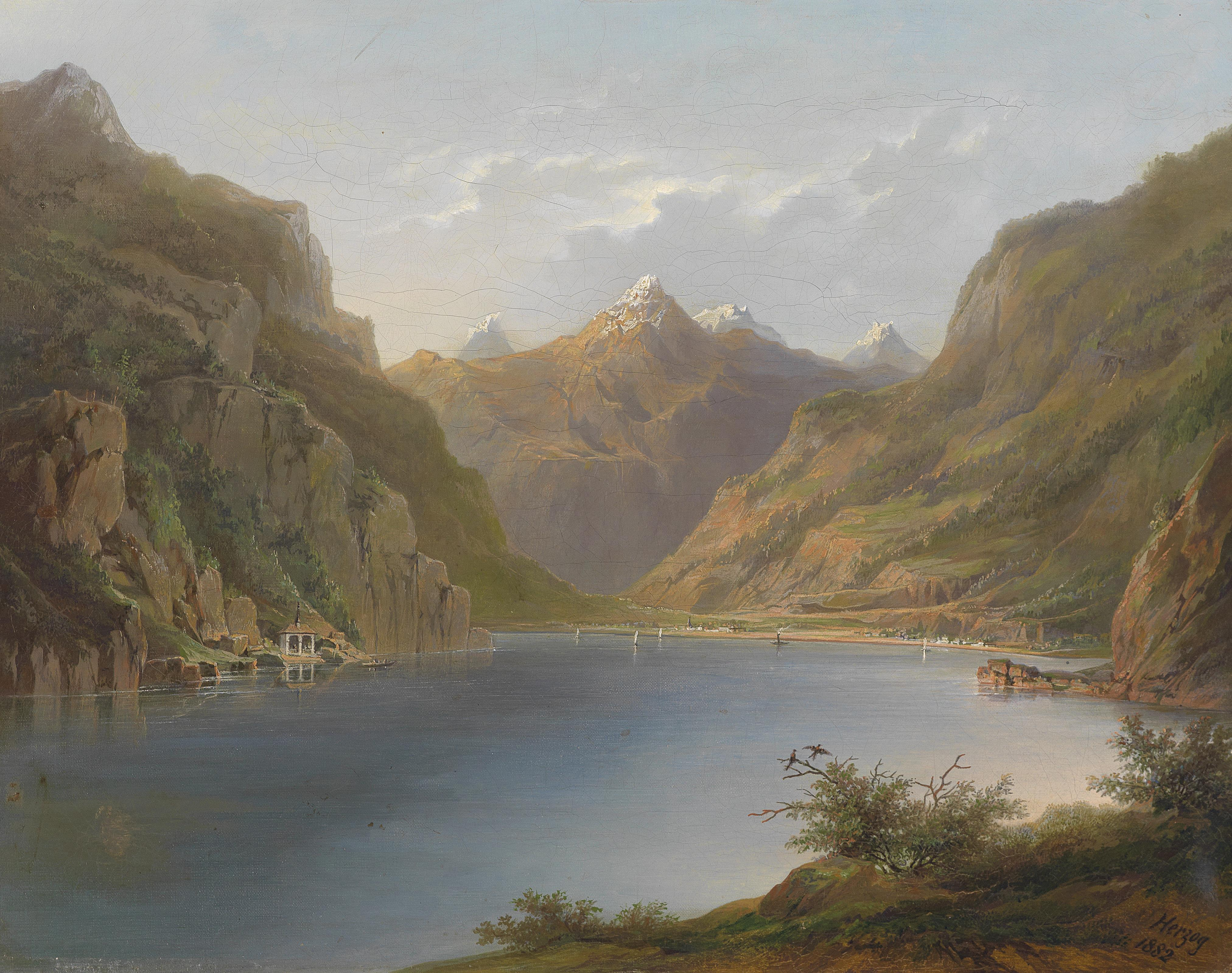
Lago Lucerna, 1882.

Herzog nació en Bremen (Alemania) e ingresó en la Academia de Bellas Artes de Düsseldorf a los diecisiete años, estudiando en el aula con varios artistas de la academia, como J.W. Schirmer y Rudolph Wiegmann, y tomando clases particulares con Andreas Achenbach, C. F. Lessing y el artista noruego Hans Gude. Tras viajar y pintar en Noruega, alcanzó un temprano éxito comercial. Entre sus mecenas se encontraban miembros de la realeza y la nobleza de toda Europa.
En 1871 Herzog emigró a Estados Unidos y el 14 de agosto de ese año declaró su intención de naturalizarse ante el Tribunal de Apelaciones de Filadelfia. Tras viajar extensamente por toda Norteamérica, incluyendo California en 1873 y México, y obtener la ciudadanía estadounidense en 1876, regresó a Alemania, trajo consigo a su familia en 1877 y se estableció definitivamente en el oeste de Filadelfia, Estados Unidos. Herzog recibió un premio en la Exposición del Centenario de Filadelfia de 1876 por su "excelencia en la pintura paisajística" por su obra Sentinel Rock, Yosemite. Posteriormente realizó numerosos viajes a Maine y, sobre todo, a Florida, donde pasaba los inviernos y donde pintó más de 300 obras de sus paisajes naturales.
Como era un inversor de éxito, no dependía de la venta de sus obras de arte para mantener un estilo de vida cómodo. Tras su muerte, su familia conservó un gran grupo de sus cuadros, la mayoría de los cuales salieron al mercado del arte en la década de 1970. En la actualidad, varios importantes museos estadounidenses y europeos incluyen obras de Herzog en sus colecciones.
A veces se considera que la obra de Herzog forma parte de la Escuela del río Hudson, aunque es más realista y menos dramática que las obras de sus coetáneos Frederic Edwin Church o Albert Bierstadt.
El Brandywine River Museum de Chadds Ford, Pensilvania, organizó una gran exposición de la obra de Herzog en 1992 y publicó un catálogo de su obra, con un ensayo del historiador del arte Donald S. Lewis, Jr. En julio de 2023 se publicó una biografía de Hermann Herzog en edición limitada, Hermann Herzog: His Remarkable Life, Unrivaled Florida Work, and Rightful Place in American Art History, de Edward Pollack y Deborah C. Pollack. En él se corrigen muchas inexactitudes sobre su vida y se hace hincapié en su extensa obra pictórica en Florida.
Durante su extensa carrera como artista, Herzog llegó a pintar más de 1.000 cuadros, entre ellos Mujeres en un entorno tropical y Paisaje con una osa y su osezno. Murió en Filadelfia el 6 de febrero de 1932, a la edad de noventa y nueve años. Su hijo, Lewis Edward Herzog, también se convirtió en un pintor paisajista de renombre.